# Панамцы

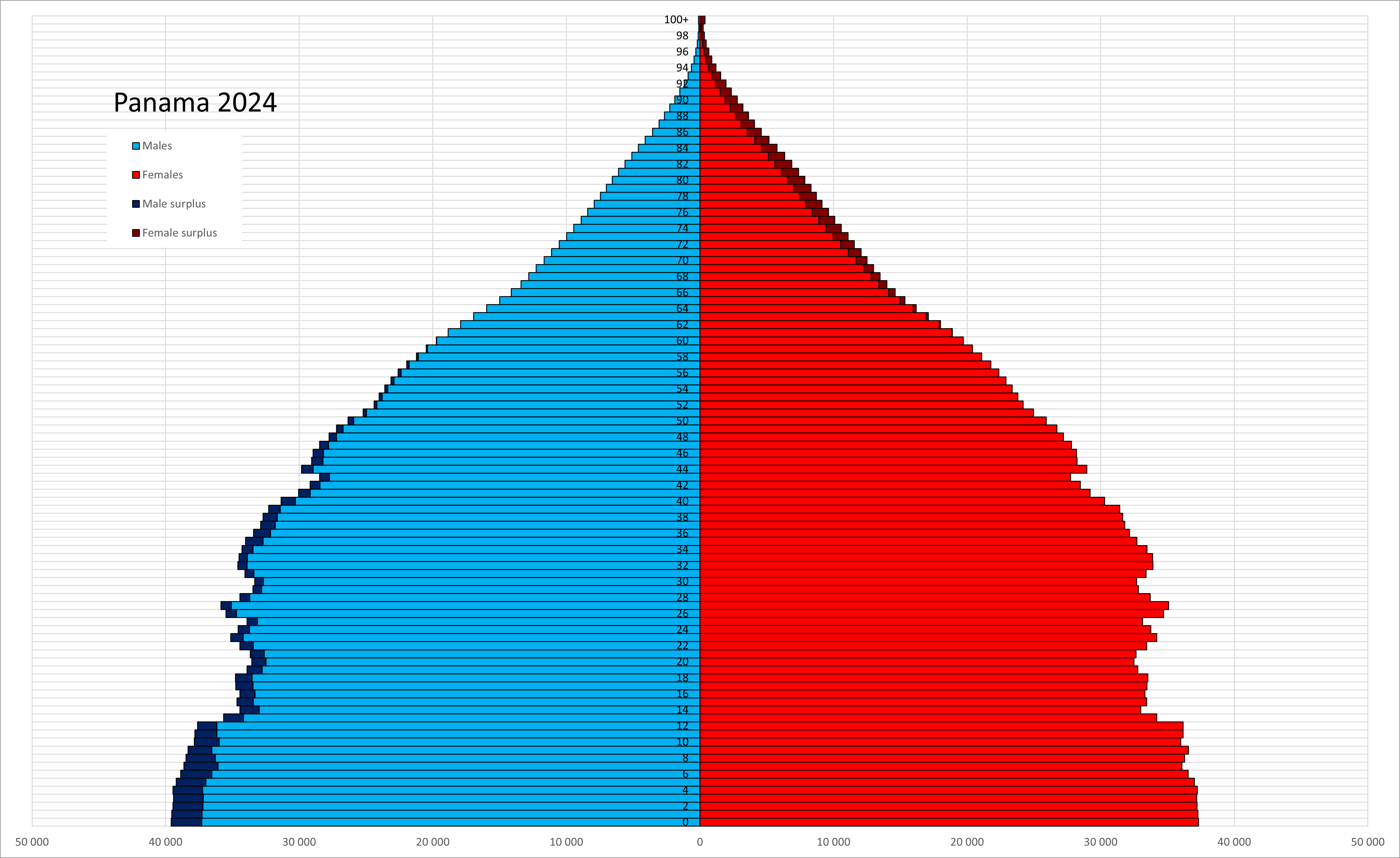
Возрастно-половая пирамида населения Панамы на 2024 год

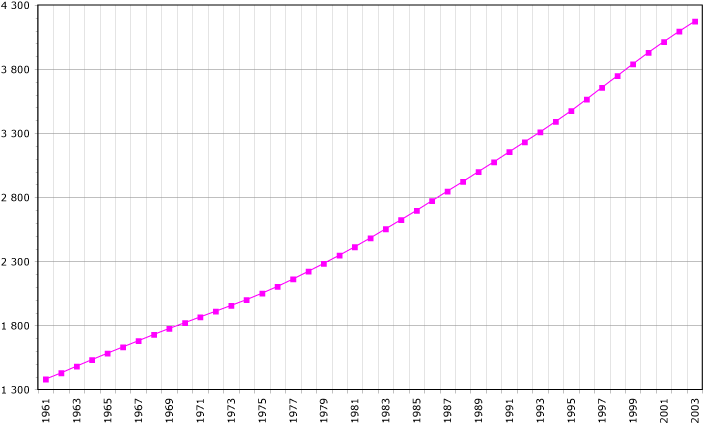
Прирост населения Панамы, 1961—2003

Панамцы (Panameños) — народ в Центральной Америке, основное население Панамы. Живут также в США, Колумбии, Коста-Рике, Никарагуа и др. соседних странах. Общая численность — 2,3 млн чел., в Панаме — 1,93 млн Религия — католицизм, протестантизм. Язык — испанский с местными отличиями.
Основные отличия языка от испанского — в лексике. Употребительны индейские слова, например, чачай- красивая, праздничная одежда. 

## Происхождение и формирование этноса
Основу этноса составляют потомки испанских колонизаторов 16 века, частично смешанные с индейцами, то есть метисы, и мулаты, которые вместе составляют 70 % населения страны. Кроме испанцев, сюда в 19 и 20 вв. мигрировали и другие переселенцы из Европы, главным образом итальянцы. Меньшинство составляют представители коренного населения, индейцы семей макро-чибча и же-пано-карибской. Есть ещё лесные негры (потомки беглых негров-рабов, живущих по африканским традициям), чоло (индейцы, потерявшие корни и перешедшие на испанский язык), и антильянос (antillanos) (выходцы с Ямайки и др. Антильских о-вов). Консолидация нации произошла в 19 в. Неоднократные попытки отделиться от Колумбии привели панамцев к провозглашению независимости в 1903 г. По культурным традициям они ближе всего к колумбийцам, костариканцам и гондурасцам.

## Генетика
60,3 % панамцев принадлежат к Y-хромосомным гаплогруппам, происходящим из Западной Европы или Северной Африки: европейским гаплогруппам I1-M253, I2a1-P37.2, I2a2-M436, R1b-M343, центрально-южно-европейской гаплогруппе E1b1b1a1b-V13, евразийским гаплогруппам R1a-M198, T-M184, G-M201, J2-M172, E-M123, J1-M267, E-M81.
В целом, наиболее частыми гаплогруппами в Панаме являются R1b-M343 (31,6 %), Q-M242 (21,8 %), E-M96 (15,6 %) и J-M304 (9,9 %). 21,8 % панамцев принадлежат к Y-хромосомной гаплогруппе Q-M242 индейского происхождения. В автономном управлении индейцев гуна Гуна-Яла на севере Панамы Q-M242 достигает 87,5 %, в северо-западной провинции Бокас-дель-Торо — 69 %, в северной провинции Колон — 66,7 %. Самая высокая доля людей с Y-хромосомной гаплогруппой R1b-M343 обнаружилась в провинции Верагуас — 41,7 %. Самая высокая доля людей с Y-хромосомной гаплогруппой E-M96 (55,5 %) обнаружилась в восточной провинции Дарьен (у 33,3 % — субклад E1b1a-M2, у 22,2 % — E-M96). 23 образца из 408 (5,6 %) остались не классифицированы.

## Социальные отношения
В литературе ещё недавнего времени много писали о расовой дискриминации, особенно в странах Америки. Сейчас в этом вопросе произошли значительные положительные сдвиги, но пережитки, тем не менее остаются. В каждой стране свои оттенки подобных отношений. В частности, в Панаме люди всегда делились на категории адентро и афуэрос, что буквально значит «живущие внутри» и «живущие снаружи». По смыслу — те, кто прежде жил внутри крепостных стен под защитой гарнизона, элита, и те, кто жил за крепостными стенами. Сейчас к адентро относятся только белые, да и то не все, а богатые. Остальные же — афуэрос. В Панаме придаётся негроидным признакам большое значение, существует целых шесть терминов для обозначения курчавости волос и других признаков. Но слово"негро" здесь заменяется словом «морено»(смуглый, брюнет). Распространена прежде расистская, а теперь уничижительная кличка «чомбо».

## Занятия
Большинство — сельскохозяйственные рабочие и крестьяне. Латифундизм в стране не развит.

## Бытовые традиции
В облике деревни чувствуется индейское влияние. Жилище(ранчо) — хижина из тростника, с каркасом из плотных пород деревьев. Стены делают из кусков того же дерева, тростника, камыша, и иногда обмазывают глиной, смешанной с тростником. Крыша — из соломы и пальмовых листьев. В городах, как в облике, так и в быту, сильно проявляется североамериканское влияние.
Костюм у крестьян состоит из белой широкой рубахи (камисилья), штанов, шляпы, сандалей. По праздникам носят рубаху из более плотной ткани (колето). Женщины носят яркие платья, чепчики. Самый старый традиционный тип одежды сохраняется в районе Оку, в провинции Эррера. Это монтуно — длинная вышитая рубаха с бахромой, надеваемая навыпуск, короткие (до колен) штаны. У женщин — блуза, цветная вышитая юбка, платок, соломенная шляпа. Употребляются золотые украшения, сумки из растительного волокна (чакара).
Популярные праздничные блюда — гуачо (бобы с рисом и мясом), гисадо (тушёное мясо с картофелем, овощами или маниоком).